# Antílop equí
L'antílop equí (Hippotragus equinus) és un antílop de sabana que viu a l'oest, el centre, l'est i el sud d'Àfrica. Els antílops equins mesuren aproximadament 1,5 metres d'alçada a l'espatlla i pesen 250 quilograms. Tenen un pelatge marró vermellós, amb una regió ventral més clara, celles i galtes blanques i una cara negra, més clara en les femelles. Tenen una curta crinera erecta, una barba molt lleugera i unes narius vermelles prominents. Les banyes són anellades i poden assolir una llargada d'un metre en els mascles i una mica més curta en les femelles. Les banyes es torcen lleugerament cap enrere.